# آلبرت ساگو
آلبرت ساگو (به انگلیسی: Albert Sacco, Jr.) فضانورد اهل ایالات متحده آمریکا است که در ۳ مه ۱۹۴۹ میلادی در بوستون زاده شد. وی در مأموریت اس‌تی‌اس-۷۳ حضور داشته است.